# 멕시코계 미국인
멕시칸-아메리칸이라는 민족명은 미국과 멕시코 두 곳에 다 강력한 연대감을 느끼는 사람들이 스스로를 표현하는 데 쓰인다. 이것은 멕시코계 미국인(2003년으로 1400만 명)과 미국에 거주하는 멕시코 시민(2003년으로 1000만 명)을 포괄한다 퓨 히스패닉 센터에 따르면 2001년 중반기에는 추가적으로 미국에 450만 명의 멕시코인이 이민 문서를 소지하지 못한 채 거주하고 있었다. 미국의 히스패닉 또는 라티노 인구 중 64%가 멕시칸-아메리칸이다. 이들은 주로 미국의 서남부에 거주하나 시카고 주변과, 플로리다주와 노스캐롤라이나주의 농촌 지역에 밀집하여 있기도 하다. 또한 조지아주와 테네시주, 아칸소주 등의 미국 동남부, 미국 중서부 그리고 뉴욕 시 등의 대도시에서 꾸준히 증가하고 있다.

## 경제
미국 경제는 오랜 기간 서비스업 노동자, 제조업 노동자, 농업 노동자와 기술직을 필요로 하였다. 멕시코 노동자들은 일반적으로 이러한 저임금 노동에 대한 요구를 충족하였다. 그러나 수많은 문서 미비 이민 노동자들은 발각 및 추방이 두려워 사회 보장 제도 프로그램의 혜택을 요구할 엄두를 내지 못하며 경찰등의 공권력을 피하고 고용주에 의한 착취에 노출되어 있다. 그러나 일부 고용주들은 소위 "묻지 않을테니 말하지 말 것" (don't ask, don't tell)라는 입장을 취해 멕시칸 거주민들을 고용하는 데 있어서 더 편하게 접근하는 경향을 보인다.
멕시칸-아메리칸인들이 중요한 다수를 차지하는 캘리포니아주 또는 텍사스주 등의 주에서 멕시칸-아메리칸인들은 블루 칼라 일자리들을 독차지한다 - 예를 들면 음식점, 수위, 트럭 운전사, 정원사, 공사 노동자, 건축물 노동자, 그리고 타 육체 노동들이다. 라티노 인구가 지배적인 지역에서 블루칼라 노동자들은 멕시칸-아메리칸으로 인식된다. 가끔 노동 계급 일자리의 보급을 두고 멕시칸-아메리칸과 타 민족 사이에 갈등이 발생하기도 한다. 그러나 경제학자들은 멕시칸-아메리칸 노동자들이 사실은 주류 사회에서 원하지 않는 일자리를 택하고 있어 저임금 육체 노동에 대한 수요를 충족하고 있는 것으로 본다.

## 정치
멕시칸-아메리칸인의 투표율은 40% 이하로 낮은 편이다. 투표 하는 자들은 텍사스를 빼고는 압도적으로 미국 민주당에 표를 던진다. 2004년 대선의 경우 서부 주에서 "라티노" (거의 대부분이 멕시칸-아메리칸이다)들이 전체 투표자의 13%를 차지했다는 것을 보여주었다. 이들은 39%가 부시를 지지했으며 63%가 케리를 지지했다. 캘리포니아의 경우 이들은 투표자의 20%를 형성하고 부시에게 32%, 케리에게 63%의 지지를 나타냈다. 그러나 공화당이 더 큰 지지층을 형성하고 있는 텍사스에서는 이들이 투표자의 20%를 형성하고 부시에게 49%, 케리에게 63%의 지지를 나타냈다.
1928년 뉴멕시코주에서 상원의원으로 선출된 옥타비아노 암브로시오 라라졸로는 미 상원 의회에 선출된 첫 히스패닉인이었다. 2004년 콜로라도주의 민주당원 켄 살라사르는 근 10년간 선출된 의원이다. 이들은 둘 다 옛 히스패닉 가정 출신이며 최근 이민 물결에 기반을 두고 있지 않다. 멕시칸 아메리칸인들은 낙태와 동성애 등의 사회 이슈에서는 보수적인 입장을 취하며 로마 가톨릭교회에 충성을 표한다.

## 문화
두 개 당국의 지리적 가까움, 끊임없는 신규 이민자들, 그리고 멕시칸 바리오와 콜로니아에 집중되는 인구, 그리고 에스파냐어 매체의 존재 등에 힘입어 멕시칸-아메리칸들은 멕시코의 친척과 에스파냐어에와 강력한 연계를 맺게 되는데 이것은 기타 이민 그룹에서는 실상 가능하지 않은 것이다. 에스파냐어는 수많은 라틴아메리칸 이민자들을 하나로 묶는 접착제 역할을 한다.

## 같이 보기
- 멕시코인
- 인종의 용광로
- 아메리카 원주민
- 메스티소
- 갈색 인종
- 멕시코 요리
- 텍스멕스
- 주트 수트
- 사랑은 다 괜찮아
- 라 밤바